# رايخسجاو فارتيلاند
رايخسجاو فارتيلاند قسمًا إداريًا (رايخسجاو) لألمانيا النازية يضم أجزاء من الأراضي البولندية التي تم ضمها في عام 1939 خلال الحرب العالمية الثانية. وتتألف المنطقة من بولندا الكبرى والمناطق المتاخمة لها.
خلال تقاسم بولندا عام 1793، تم ضم الجزء الأكبر من المنطقة من قبل مملكة بروسيا حتى عام 1807 في جنوب بروسيا. من 1815 إلى 1849، كانت المنطقة داخل دوقية بوسن الكبرى المتمتعة بالحكم الذاتي، والتي كانت مقاطعة بوسن حتى إعادة تأسيس بولندا في 1918-1919 بعد الحرب العالمية الأولى. تقع المنطقة حاليا في محافظة بولندا الكبرى.

## غزو واحتلال بولندا

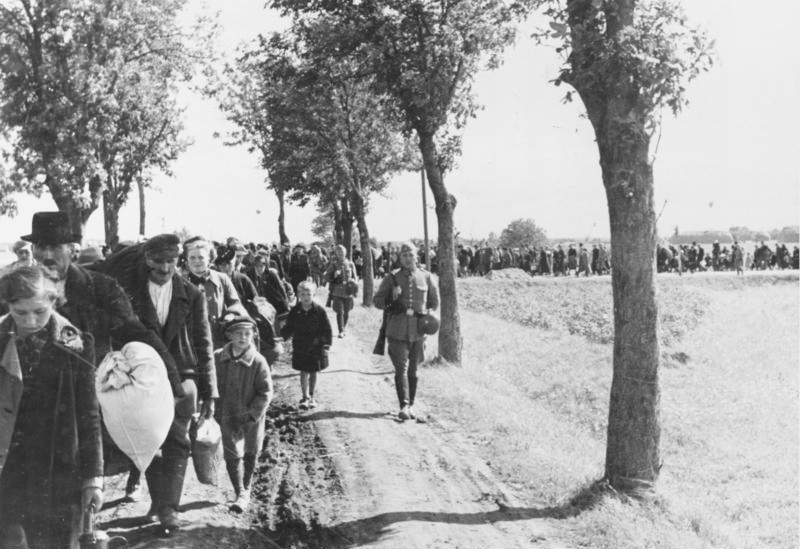
البولنديون يقادون إلى القطارات تحت حراسة الجيش الألماني، كجزء من التطهير العرقي لمناطق غرب بولندا الملحقة بالرايخ مباشرة بعد غزو عام 1939

بعد غزو بولندا، تم تقسيم الأراضي التي تم فتحها في بولندا الكبرى بين أربعة منطاق أدارية (رايخسجاو) ومنطقة الحكومة العامة (إلى الشرق). تم إنشاء Militärbezirk Posen في سبتمبر 1939، وفي 8 أكتوبر 1939 ضمتها ألمانيا، باسم رايخسجاو بوسن، تحت قيادة إس إس أوبر غروبن فوهرر آرثر جريسر باعتباره الغاولايتر الوحيد. تم تسميتها رايخسجاو فارتيلاند في 29 يناير 1940.

## مميزات

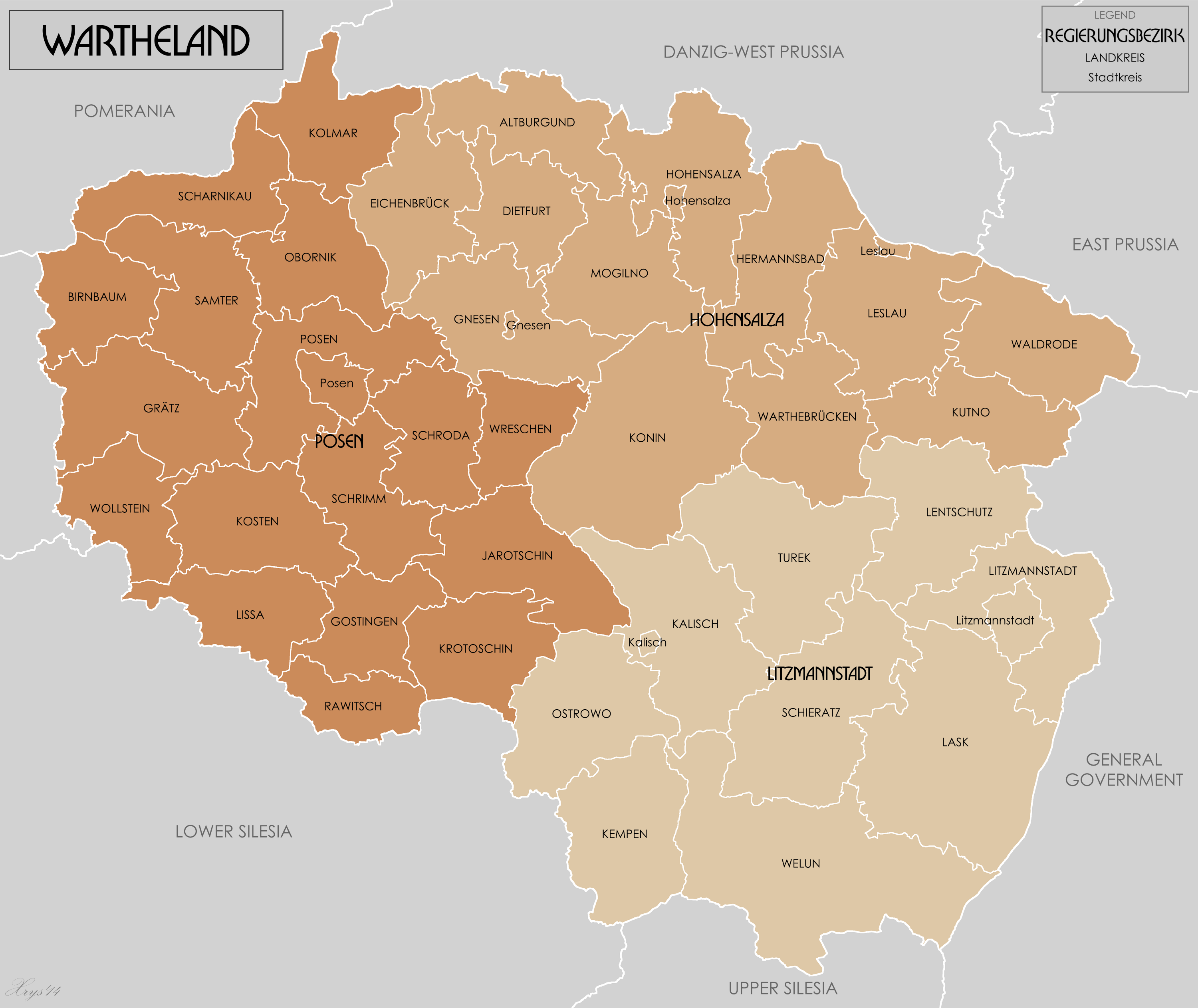
المقاطعات (منطقة إدارية ألمانية) والأقضية (كريس)، 1944

شرع حاكم رايخسجاو فارتيلاند آرثر جريسر في برنامج التطهير الكامل للمواطن البولندي بناءً على ترشيحه من قبل هاينريش هيملر. تضمنت الخطة أيضًا إعادة توطين الألمان من مناطق البلطيق ومناطق أخرى في مزارع ومنازل كانت مملوكة سابقًا للبولنديين واليهود. كما أذن بالعمل السري لإبادة 100000 يهودي بولندي (حوالي ثلث إجمالي السكان اليهود في وورثلاند)،  في عملية «جرنة» كاملة في المنطقة. في السنة الأولى من الحرب العالمية الثانية، نُقل حوالي 630,000 بولندي ويهودي قسراً من ولاية وارثيلاند وتم نقلهم إلى الحكومة العامة المحتلة (أكثر من 70,000 من بوزنان وحدها) في سلسلة من العمليات التي سميت خطة كلاين Planung التي تغطي معظم الأراضي البولندية التي ضمتها ألمانيا في نفس الوقت تقريبا. كل من البولنديين واليهود صودرت ممتلكاتهم.
بحلول نهاية عام 1940، تم طرد حوالي 325000 بولندي ويهودي من أراضي والممر البولندي إلى الحكومة العامة، وغالبًا ما أجبروا على التخلي عن معظم ممتلكاتهم. كانت الوفيات عديدة. في عام 1941، قام النازيون بطرد 45000 شخص آخر، ومنذ خريف ذلك العام بدأوا في قتل اليهود بالرصاص وفي شاحنات الغاز، في البداية بشكل متقطع وتجريبي. كان عدد سكان رايخسجاو فارتيلاند: 4693700 سنة 1941. كتب جرايزر في نوفمبر 1942: «أنا شخصياً لا أعتقد أن الفوهرر بحاجة إلى أن يُطلب مرة أخرى في هذا الأمر، خاصة أنه في مناقشتنا الأخيرة فيما يتعلق باليهود أخبرني أنه يمكنني المضي قدماً في هذه الأمور وفقًا لحكم الخاص بي.» 

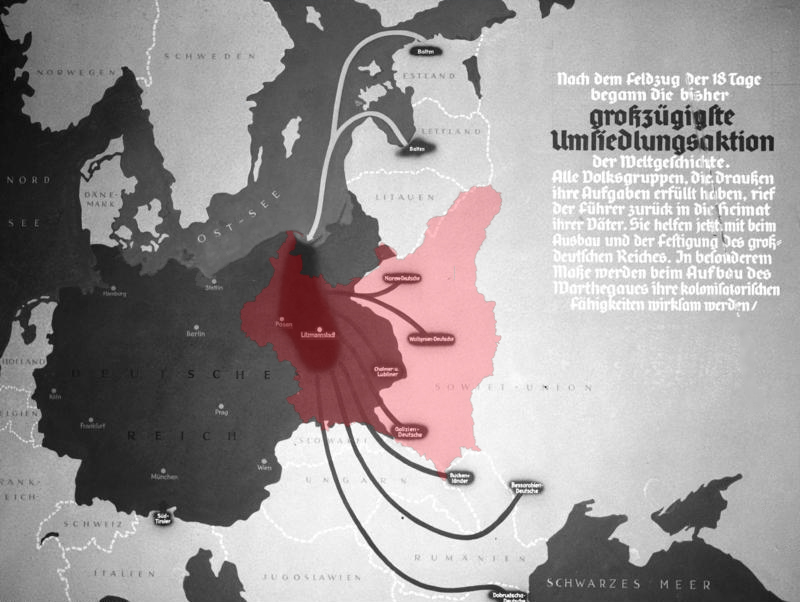
هايم إنس رايخ إعادة التوطين في فارتيلاند. خريطة الرايخ الثالث في عام 1939 (الرمادي الداكن) بعد فتح بولندا؛ مع جيوب من المستعمرين الألمان الذين تم جلبهم إلى المناطق البولندية التي ضمتها ألمانيا النازية من «مجال النفوذ» السوفيتي.

## نهاية الحرب
وبحلول عام 1945 ما يقرب من نصف مليون الجرمانية فولكس دويتشه قد تم توطينهم في فارتيلاند وحدها من بين المناطق التي ضمتها ألمانيا النازية في حين أن القوات السوفياتية بدأت تضغط على القوات النازية لتراجع إلى الخلف عبر الأراضي البولندية. معظم السكان الألمان إلى جانب أكثر من مليون مستعمر فروا غربًا. لم يفعل البعض، بسبب القيود التي فرضتها الحكومة الألمانية والجيش الأحمر سريع التقدم. توفي ما يقرب من 50000 لاجئ بسبب ظروف الشتاء القاسية، والبعض الآخر كفظائع حرب ارتكبها الجيش السوفيتي. تم طرد السكان الألمان عرقيًا إلى ألمانيا الجديدة بعد انتهاء الحرب.